# Ӧ
Cette page contient des caractères spéciaux ou non latins. S’ils s’affichent mal (▯, ?, etc.), consultez la page d’aide Unicode.
Ne doit pas être confondu avec la lettre latine Ö ou la lettre grecque Ο̈.
L'o tréma cyrillique (capitale Ӧ, minuscule ӧ) est une lettre de l'alphabet cyrillique, composée du О (o cyrillique) et du tréma. Elle est utilisée en altaï, chor, gagaouze, kalmouk, khakasse, khanty, komi (komi-permiak et komi-zyriène), kryashen (tatar), mari des montagnes, mari des prairies, same de Kildin, selkoupe et urum.

## Représentations informatiques
L'o tréma peut être représenté avec les caractères Unicode suivants :
- précomposé (cyrillique) :

| formes    | représentations | chaînes de caractères | points de code | descriptions                        |
| --------- | --------------- | --------------------- | -------------- | ----------------------------------- |
| capitale  | Ӧ               | Ӧ                     | U+04E6         | lettre majuscule cyrillique o tréma |
| minuscule | ӧ               | ӧ                     | U+04E7         | lettre minuscule cyrillique o tréma |

- décomposé (cyrillique, diacritiques) :

| formes    | représentations | chaînes de caractères | points de code | descriptions                                    |
| --------- | --------------- | --------------------- | -------------- | ----------------------------------------------- |
| capitale  | Ӧ               | О◌̈                    | U+041E U+0308  | lettre majuscule cyrillique o diacritique tréma |
| minuscule | ӧ               | о◌̈                    | U+043E U+0308  | lettre minuscule cyrillique o diacritique tréma |